# قشلاق مشهدی محمد
قشلاق مشهدی محمد روستایی از توابع بخش قرچک شهرستان قرچک در استان تهران ایران است.

## جمعیت
این روستا در دهستان ولی آباد قرار دارد و براساس سرشماری مرکز آمار ایران در سال ۱۳۸۵، جمعیت آن ۶٬۹۲۳ نفر (۱٬۵۶۹خانوار) بوده‌است.